# Alice de Battenberg
Vitória Alice Isabel Júlia Maria de Battenberg (Windsor, 25 de fevereiro de 1885 – Londres, 5 de dezembro de 1969) foi a esposa do príncipe André da Grécia e Dinamarca e mãe do príncipe Filipe, Duque de Edimburgo, sendo assim a sogra da rainha Isabel II e avó paterna do atual rei Carlos III. Durante a Segunda Guerra Mundial, ela ficou na Grécia e ajudou a esconder uma família judia do regime nazista, pelos quais foi honrada como Justa entre as Nações por Yad Vashem. Nos anos seguintes, ela fundou uma ordem de freiras ortodoxas gregas, a Irmandade Cristã de Marta e Maria, e passou a maior parte de sua vida em obras de caridade e serviço religioso. Alice viveu seus últimos anos no Palácio de Buckingham, onde faleceu em 1969.
Alice era bisneta da rainha Vitória do Reino Unido e cresceu na Alemanha, Inglaterra e no Mediterrâneo. Ela se casou em 1903 com o príncipe André da Grécia e Dinamarca e foi viver na Grécia até ser exilada junto com toda a família real em 1917. A seu marido foi atribuída culpa pela derrota da Grécia na Guerra Greco-Turca de 1919–1922, depois de voltarem para o país, alguns anos depois, com a família sendo forçada a se exilar novamente até a restauração da monarquia em 1935.
Portadora de surdez congênita, foi diagnosticada em 1930 com esquizofrenia e internada em um sanatório na Suíça; assim ela passou a viver separada de André. Ela se recuperou e dedicou o restante de seus anos realizando trabalhos de caridade na Grécia. Alice ficou em Atenas durante a Segunda Guerra Mundial protegendo judeus, sendo reconhecida postumamente pelo Yad Vashem como Justa Entre as Nações. Ela continuou na Grécia depois da guerra e fundou uma ordem de enfermagem ortodoxa de freiras, conhecida como a Irmandade Cristã de Marta e Maria.
Com a queda do rei Constantino II da Grécia e o fim da monarquia grega em 1967, por um golpe militar, Alice foi convidada por seu filho Filipe e a esposa a rainha Isabel II do Reino Unido a ir morar no Palácio de Buckingham em Londres, onde morreu dois anos depois. Seus restos mortais foram transferidos para Jerusalém na Igreja de Santa Maria Madalena no Monte das Oliveiras em 1988.

## Início de vida

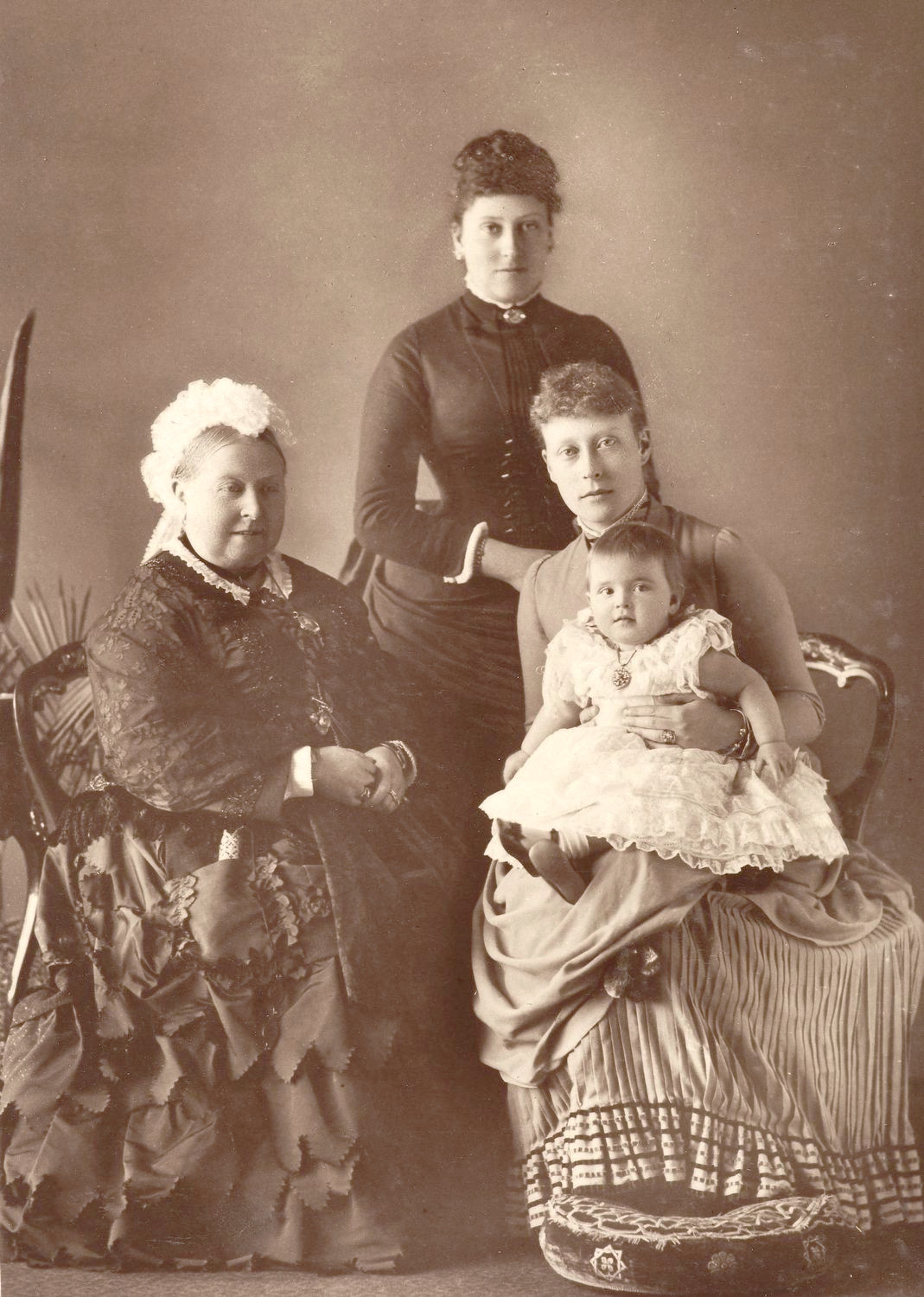
Quatro gerações em foto de 1886: Alice com sua mãe, sua bisavó a rainha Vitória (esquerda) e sua tia-avó Beatriz do Reino Unido (ao fundo)

Vitória Alice Isabel Júlia Maria nasceu em 25 de fevereiro de 1885 no Castelo de Windsor, Berkshire, Reino Unido, na presença de sua bisavó, a rainha Vitória do Reino Unido. Era a filha mais velha do príncipe Luís de Battenberg e sua esposa, a princesa Vitória de Hesse e Reno. Sua mãe era a filha mais velha da princesa Alice do Reino Unido, a segunda filha menina da rainha Vitória com o príncipe Alberto de Saxe-Coburgo-Gota. Seu pai era o filho mais velho do príncipe Alexandre de Hesse e Reno através de um casamento morganático com Julia de Hauke. Alice tinha três irmãos mais novos: Luísa, Jorge e Luís.
Ela foi batizada em 25 de abril na cidade de Darmstadt. Alice teve seis padrinhos: seus três avós ainda vivos, Luís IV, Grão-Duque de Hesse e Reno, o príncipe Alexandre e Julia de Hauke; suas tias a grã-duquesa Isabel Feodorovna e a princesa Maria de Battenberg; e sua bisavó a rainha Vitória.
Alice passou sua infância entre Darmstadt, Londres, Seenheim-Jugenheim e Malta (onde seu pai estava postado como oficial naval). Sua mãe percebeu que ela demorou muito para aprender a falar e ficou preocupada com sua pronúncia indistinta. Ela finalmente foi diagnosticada com surdez congênita, depois de sua avó ter identificado o problema e a levado para um otorrinolaringologista. Alice acabou aprendendo a ler lábios e escrever em inglês e alemão com a ajuda da princesa Vitória. Ela estudou em particular e também aprendeu francês e grego depois de seu noivado. Alice passou seus primeiros anos de vida na companhia de seus parentes reais, sendo em 1893 uma das damas de honra no casamento do príncipe Jorge, Duque de Iorque, com a princesa Maria de Teck. Ela compareceu ao funeral da rainha Vitória em 1901 na Capela de São Jorge, algumas semanas antes de seu aniversário de dezesseis anos, tendo sua crisma na Igreja Luterana pouco depois.

## Casamento

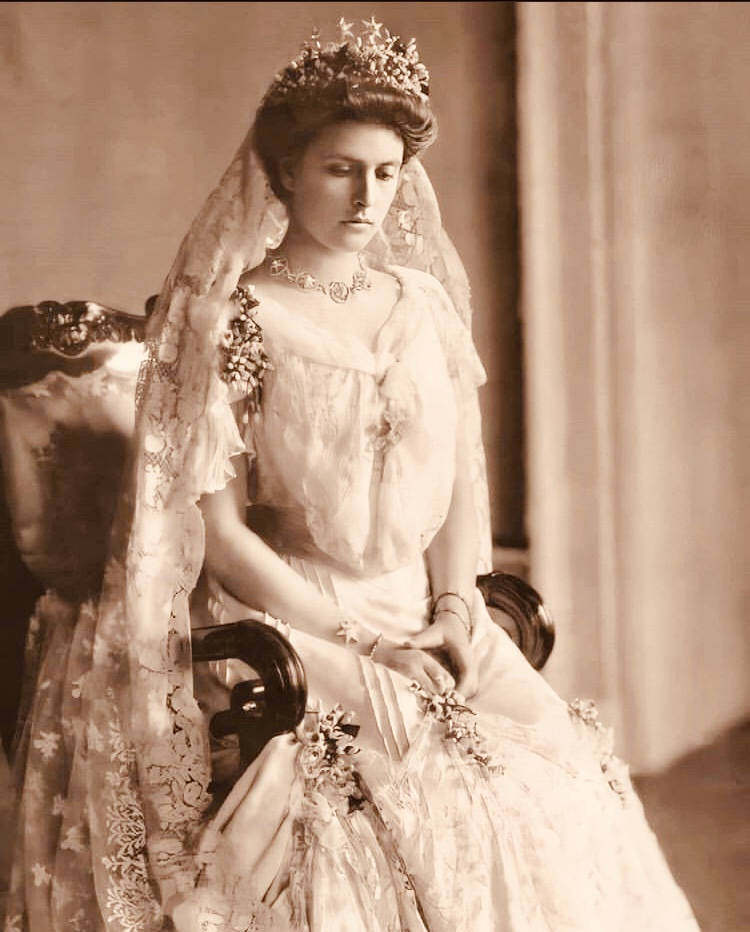
Alice em seu casamento, 1903

Alice conheceu e se apaixonou pelo príncipe André da Grécia e Dinamarca, o quarto filho do rei Jorge I da Grécia e sua esposa Olga Constantinovna da Rússia, em 1902 durante a coroação do rei Eduardo VII do Reino Unido. Eles se casaram  em 6 de outubro de 1903, em uma cerimônia civil em Darmstadt. Houve duas cerimônias religiosas no dia seguinte: uma luterana e outra ortodoxa grega. Ela adotou o estilo de seu marido, se tornando "Princesa Alice da Grécia e Dinamarca". Os dois tinham relações familiares próximas com as famílias reais: britânica, alemã, russa, dinamarquesa e grega; seu casamento foi uma das grandes reuniões dos descendentes da rainha Vitória e do rei Cristiano IX da Dinamarca antes da Primeira Guerra Mundial. Alice e André tiveram cinco filhos: Margarida em 1905, Teodora em 1906, Cecília em 1911, Sofia em 1914 e Filipe em 1921.
André continuou sua carreira militar depois do casamento e Alice ficou envolvida em trabalhos de caridade. Ela visitou o Império Russo em 1908, para o casamento da grã-duquesa Maria Pavlovna com o príncipe sueco Guilherme, Duque de Sudermânia. Lá, ela conversou com sua tia Isabel Feodorovna, que estava criando planos para fundar uma ordem religiosa de freiras. Alice compareceu na cerimônia de colocação da pedra fundamental da nova igreja da tia. A grã-duquesa começou a doar suas posses no mesmo ano na preparação para uma vida mais espiritual. André e Alice descobriram ao voltarem que a situação política na Grécia estava piorando, já que o governo tinha recusado apoio ao parlamento da ilha de Creta, e que estava pedindo por uma união com a Grécia (na época, a ilha pertencia nominalmente ao Império Otomano). Um grupo de oficiais militares insatisfeitos formaram uma liga militar nacionalista que posteriormente fizeram o príncipe André renunciar seus cargos e levaram a ascensão de Elefthérios Venizélos ao poder.

## Crises

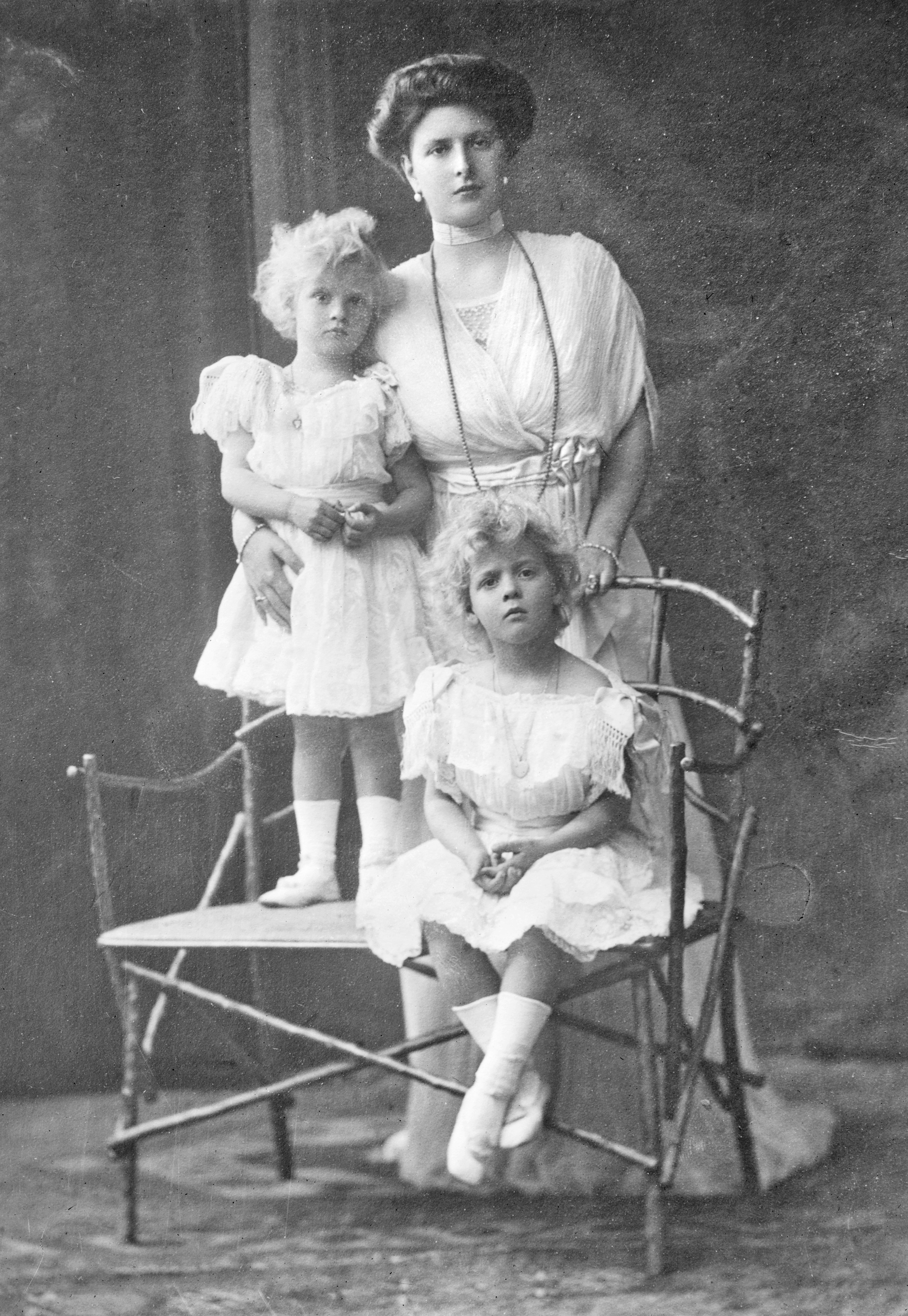
Alice com suas filhas Margarida e Teodora c. 1912

André foi restaurado no exército com o advento da Primeira Guerra Balcânica e Alice atuou como enfermeira, auxiliando operações e estabelecendo hospitais de campo, trabalho pelo qual o rei Jorge V do Reino Unido lhe presenteou em 1913 com a Cruz Vermelha Real. Seu cunhado, o rei Constantino I da Grécia, seguiu uma política de neutralidade durante a Primeira Guerra Mundial, apesar do governo democraticamente eleito de Venizélos apoiar os aliados. Alice e seus filhos, foram forçados a se protegerem nos porões do palácio real durante o bombardeio francês de Atenas, em 1 de dezembro de 1916. A política de neutralidade do rei ficou tão insustentável em junho de 1917 que Constantino foi forçado a abdicar, em favor de seu filho Alexandre, forçando Alice e todos os outros membros da família real grega a partirem para o exílio na Suíça.
A primeira guerra mundial efetivamente acabou com o poder político de várias casas reais europeias. A carreira naval do príncipe Luís, pai de Alice, havia ruído no início do conflito por causa do sentimento anti-germânico no Reino Unido. Ele abriu mão em 14 de julho de 1917 de seu título de Príncipe de Battenberg, à pedido de Jorge V e anglicanizou seu nome familiar para Mountbatten. O rei lhe criou o título de Marquês de Milford Haven no dia seguinte. Alice nunca mudou seu nome para Mountbatten, ou assumiu o título de cortesia de uma filha de marquês, por estar casada com um membro da realeza grega. Suas tias Alexandra Feodorovna e Isabel Feodorovna foram assassinadas por bolcheviques, um ano depois durante a Revolução Russa de 1917. Com o fim da guerra os impérios russo, alemão e austro-húngaro caíram, com Ernesto Luís, Grão-Duque de Hesse e tio de Alice, sendo deposto.
Alexandre morreu em 1920 e Constantino foi restaurado ao trono, com Alice e sua família voltando para a Grécia e assumindo residência na vila de Mon Repos em Corfu. O exército helênico foi derrotado na Guerra Greco-Turca de 1919–1922 e um comitê revolucionário liderado pelos coronéis Nikólaos Plastíras e Stilianós Gonatás, assumiram o poder e novamente forçaram o exílio de Constantino. André tinha servido como comandante do Segundo Corpo do Exército no confronto e acabou preso. Vários antigos ministros e generais presos na mesma época foram executados, com diplomatas britânicos presumindo que o príncipe estava em perigo mortal. Um julgamento de fechada o sentenciou ao banimento, com André, Alice e seus filhos deixando a Grécia abordo do cruzador britânico HMS Calypso sob a proteção do adido britânico, o comandante Gerald Talbot.
A família se estabeleceu em Saint-Cloud, em uma pequena casa alugada da princesa Maria Bonaparte, onde Alice passou a ajudar uma organização de caridade para refugiados gregos. Ela tornara-se profundamente religiosa e entrou para a Igreja Ortodoxa Grega em 20 de outubro de 1928. A princesa traduziu para o inglês durante aquele inverno a defesa de André de suas ações na Guerra Greco-Turca. Logo depois começou a afirmar que estava recebendo mensagens divinas e que possuía poderes de cura. Alice sofreu uma crise nervosa em 1930 e foi diagnosticada com esquizofrenia paranóide, primeiro pelo psiquiatra Thomas Ross e depois por sir Maurice Craig, que tratou o príncipe Alberto, Duque de Iorque, antes dele passar por terapias para fala. O diagnóstico foi confirmado no sanatório do dr. Ernst Simmel em Berlim. Ela foi retirada à força de sua família e internada no sanatório do dr. Ludwig Binswanger em Kreuzlingen na Suíça. Era uma instituição famosa e bem respeitada com vários pacientes célebres, como o bailarino e coreógrafo Vaslav Nijinski, que ficou lá durante o mesmo período que Alice. Binswanger também diagnosticou o distúrbio como esquizofrenia. Tanto ele quanto Simmel consultaram Sigmund Freud, que acreditava que os delírios da princesa eram causados por frustração sexual. Ele recomendou um "raio-x de seus ovários para poder acabar com seu libido". Alice protestou sua sanidade e tentou deixar o sanatório várias vezes.

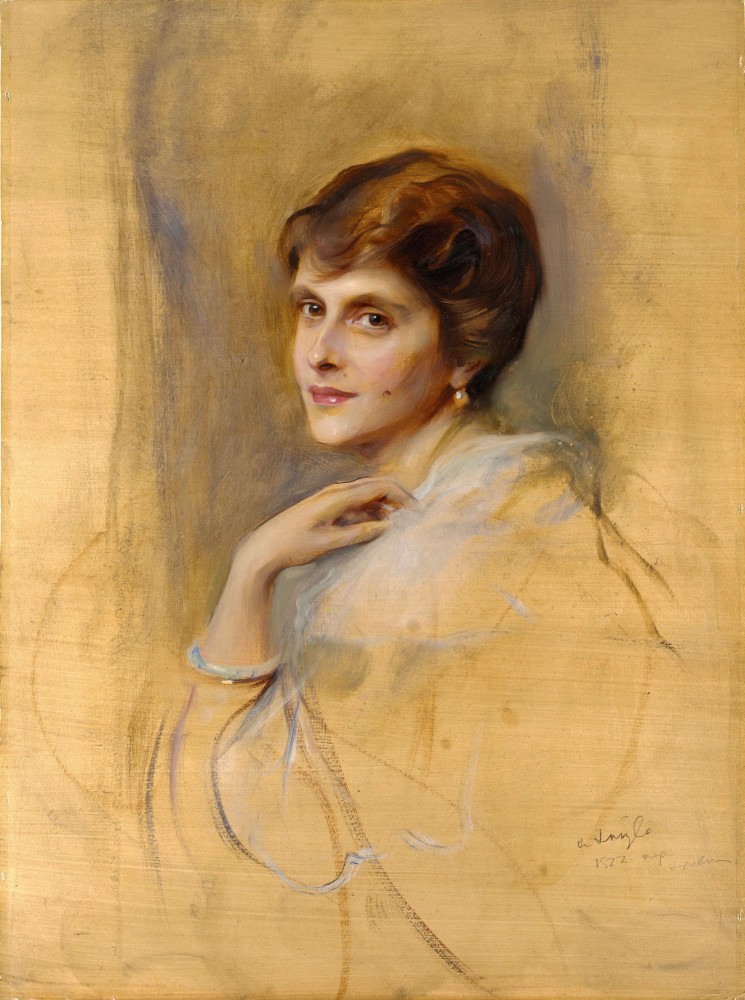
Alice em 1922 por Philip de László

Ela e André permaneceram separados durante sua longa convalescência, com suas filhas todas se casando com príncipes alemães em 1930 e 1931 (ela não compareceu a nenhum dos casamentos) enquanto seu filho o príncipe Filipe foi para o Reino Unido ficar com seus tios, Luís Mountbatten e Jorge Mountbatten, 2.º Marquês de Milford Haven, e sua avó, a Viúva Marquesa de Milford Haven.
Alice ficou durante dois anos em Kreuzlingen, porém foi liberada depois de um breve período em uma clínica de Merano e começou uma vida incógnita na Europa Central. Ela manteve contato com sua mãe, porém cortou contato com o resto de sua família por volta do final de 1936. Sua filha Cecília morreu em 1937, junto com o marido e dois de seus filhos em um acidente aéreo; Alice e André se encontraram pela primeira vez em seis anos durante o funeral (o príncipe Filipe, Luís Mountbatten e Hermann Göring também compareceram). A princesa voltou a ter contato com a família e voltou sozinha para Atenas em 1938, para trabalhar com os pobres, vivendo em um apartamento de dois dormitórios perto do Museu Benaki.

## Segunda Guerra Mundial
Alice ficou na difícil posição durante a Segunda Guerra Mundial por ter um filho na Marinha Real Britânica e genros lutando no lado alemão. Seu primo, o príncipe Vítor de Erbach-Schönberg era o embaixador alemão na Grécia, até a ocupação de Atenas em abril de 1941 pelas forças do Eixo. Sua cunhada, a grã-duquesa Helena Vladimirovna da Rússia viveu em Atenas durante a maior parte do conflito, enquanto que a maior parte da família real grega ficou em exílio na África do Sul. Alice se mudou para um pequeno apartamento no centro de Atenas que era propriedade de seu cunhado, o príncipe Jorge. Ela trabalhou para a Cruz Vermelha, ajudando a organizar distribuições de sopa para a população faminta e viajando para a Suécia, sob o pretexto de visitar sua irmã Luísa a fim de trazer suprimentos médicos. Ela organizou abrigos para crianças órfãs e abandonadas e trabalhou como enfermeira em bairros pobres.
As forças de ocupação aparentemente presumiram que a princesa era pró-Alemanha, já que um de seus genros, o príncipe Cristóvão de Hesse, eram membro do Partido Nazista e da Waffen-SS, enquanto outro, Bertoldo, Marquês de Baden, tinha lutado no exército alemão até ser invalidado em 1940 na França por um ferimento. Mesmo assim, quando um general alemão a visitou e perguntou "Existe algo que eu possa fazer por você?", ela respondeu com "Você pode tirar suas tropas do meu país".

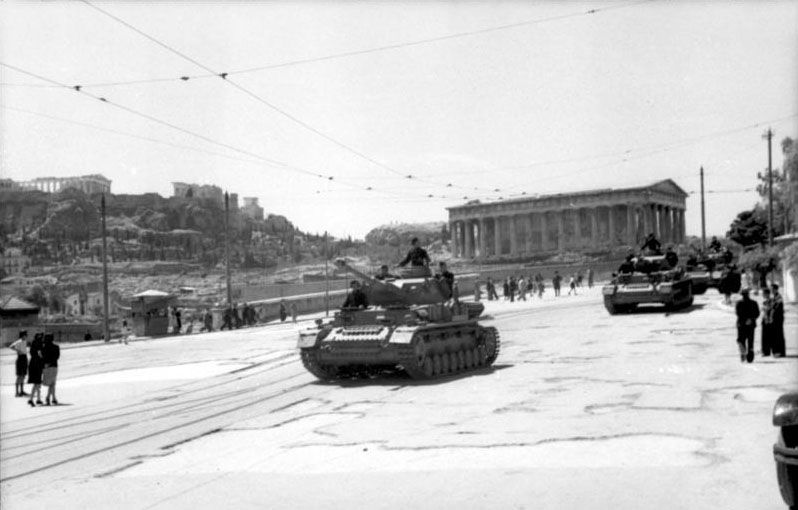
Tanques alemães em Atenas, 1943

Com a queda em setembro de 1943 do ditador italiano Benito Mussolini, o exército alemão ocupou Atenas, onde judeus gregos tinham procurado refúgio. A maioria (aproximadamente sessenta mil de uma população de 75 mil) foi deportada para campos de concentração, com apenas dois mil sobrevivendo. Alice escondeu a viúva judia Rachel Cohen e dois de seus cinco filhos durante esse período, que procuravam fugir da Gestapo e da deportação. Haimaki Cohen, marido de Rachel, havia ajudado o rei Jorge I da Grécia em 1913. Em troca, Jorge havia se oferecido para auxiliá-lo em qualquer serviço que pudesse, caso Cohen precisasse algum dia. Um de seus filhos se lembrou disso durante a ameaça nazista e apelou para Alice, que junto com Helena Vladimirovna eram os únicos membros da família real ainda na Grécia. Ela honrou a promessa feita por seu sogro e salvou a família Cohen.
Atenas foi libertada em outubro de 1944 e Harold Macmillan visitou a princesa, descrevendo-a como "vivendo em humildade, para não dizer em condições um pouco precárias". Ela admitiu em uma carta para seu filho Filipe que não tinha nenhuma comida, além de pão e manteiga durante a última semana antes da libertação, não tendo comido carne por vários meses. A situação da capital grega ainda estava ruim em dezembro; guerrilheiros comunistas estavam lutando contra os britânicos pelo controle da cidade. Alice foi informada durante os confrontos que o príncipe André tinha morrido, em 3 de dezembro de 1944, em Monte Carlo, justamente quando cresciam as esperanças de uma reunião do casal ao final da guerra. Eles não se viam desde 1939. Para a preocupação das autoridades britânicas, ela insistia em andar pelas ruas distribuindo rações alimentícias para policiais e crianças, quebrando a ordem de toque de recolher. Quando avisada que poderia ser atingida por uma bala perdida, Alice respondeu dizendo "eles me dizem que você não ouve o tiro que te mata e de qualquer forma eu sou surda. Então, por que se preocupar com isso?".

## Viuvez
Alice voltou para o Reino Unido em abril de 1947, para comparecer em novembro ao casamento de seu filho Filipe com a princesa Isabel, a filha mais velha e herdeira presuntiva do rei Jorge VI. Ela fez com que algumas de suas jóias restantes fossem utilizadas no anel de noivado da princesa. O rei criou para Filipe o título de Duque de Edimburgo no dia do casamento. Alice sentou como chefe de sua família durante a cerimônia na Abadia de Westminster, do outro lado do rei, da rainha Isabel Bowes-Lyon e da rainha Maria de Teck. Foi decidido não convidar as irmãs de Filipe por causa do sentimento anti-germânico ainda forte no Reino Unido depois da Segunda Guerra.
A princesa fundou uma ordem de freiras ortodoxas grega enfermeiras em janeiro de 1949, a Irmandade Cristã de Marta e Maria, modelada a partir do convento criado em 1909 por sua tia Isabel Feodorovna na Rússia. Ela treinou na ilha de Tinos, estabeleceu a sede da ordem em um lugarejo ao norte de Atenas e realizou duas viagens para os Estados Unidos em 1950 e 1952 para levantar fundos. Sua mãe ficou perplexa com suas ações, perguntando "O que pode se dizer de uma freira que fuma e joga canasta?". Sua nora Isabel se tornou em 1952 rainha dos Reinos da Comunidade de Nações e Alice compareceu a coroação em junho do ano seguinte, usando um vestido com dois tons de cinza e um véu semelhante ao de uma freira. Entretanto, a ordem posteriormente fracassou pela falta de aplicantes adequadas.
Ela visitou a Índia em 1960 por causa de uma busca espiritual e também devido ao convite de Amrit Kaur, que havia ficado impressionado pelo interesse da princesa no pensamento religioso indiano. A viagem terminou mais cedo que o esperado porque Alice adoeceu, com sua cunhada Edwina  Mountbatten, que por acaso estava em Deli em sua própria viagem, conseguindo ajeitar as coisas com os anfitriões indianos que ficaram sentidos pela súbita mudança de planos. Ela mais tarde afirmou ter tido uma projeção da consciência.
Cada vez mais surda e com a saúde fraca, Alice deixou a Grécia pela última vez depois do golpe militar de abril de 1967. Seu filho Filipe e sua nora Isabel a convidaram para morar permanentemente no Palácio de Buckingham. O rei Constantino II da Grécia e sua esposa Ana Maria da Dinamarca deixaram o país em exílio em dezembro depois de um contra-golpe realista fracassado.

## Morte e enterro

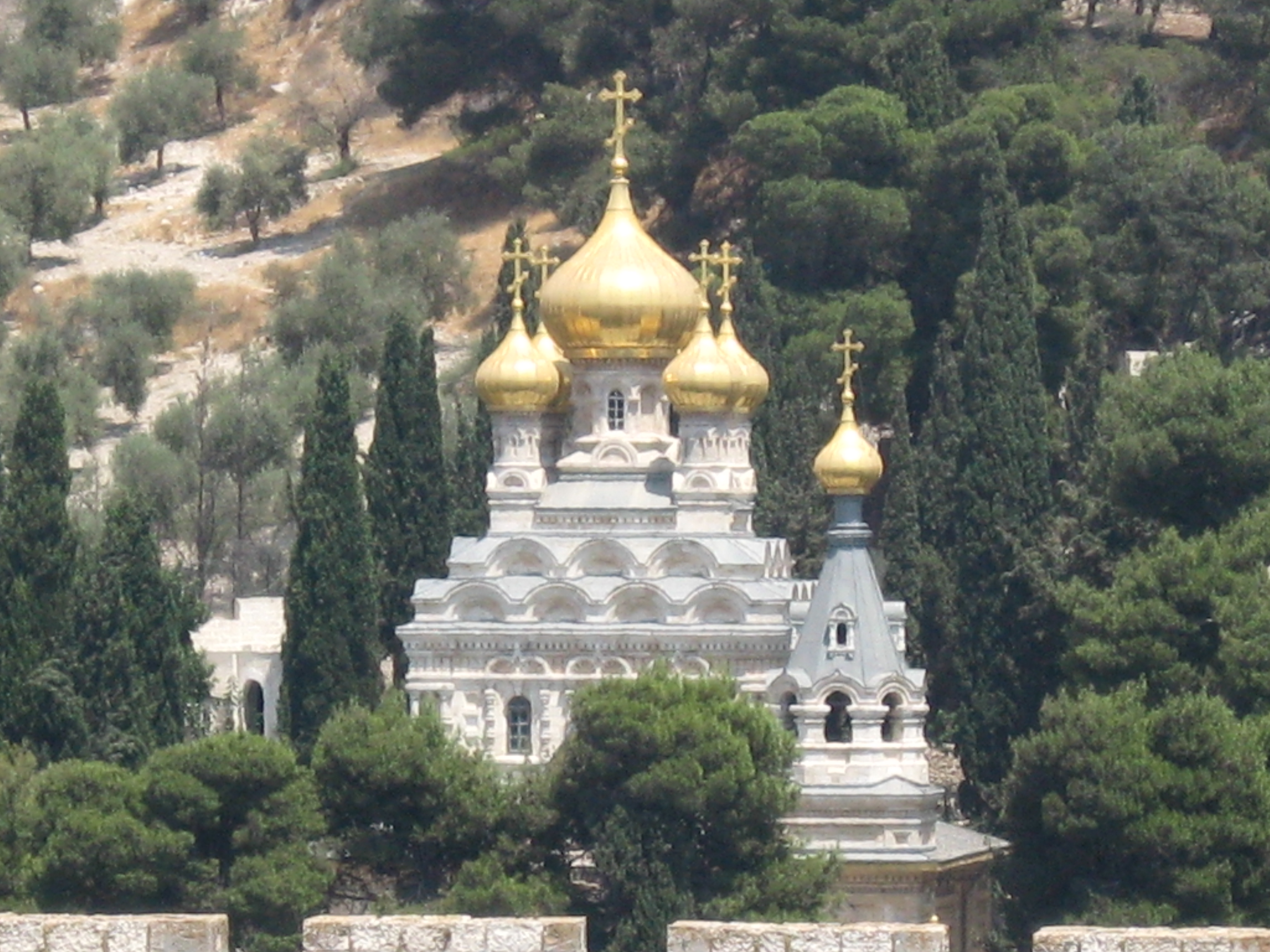
Igreja de Santa Maria Madalena em Jerusalém, local de enterro de Alice

Alice permaneceu lúcida, porém fisicamente frágil, até o final da sua vida, apesar de alegações que ela estaria ficando senil. Ela morreu em Buckingham no dia 5 de dezembro de 1969. A princesa não deixou nenhuma posse, tendo doado todos os seus pertences. Seus restos foram inicialmente enterrados na cripta real da Capela de São Jorge, porém antes de morrer, Alice tinha expressado seu desejo de ser enterrada na Igreja de Santa Maria Madalena, no jardim de Getsêmani localizado no sopé do Monte das Oliveiras em Jerusalém (e perto de Isabel Feodorovna, depois uma santa ortodoxa). Quando sua filha a princesa Sofia reclamou que seria muito longe para visitar seu túmulo, ela respondeu dizendo: "Besteira, há um serviço de ônibus perfeitamente bom!". Seu desejo foi realizado em 8 de agosto de 1988, quando seus restos foram transferidos para seu local de descanso final na cripta abaixo da igreja.
Em 31 de outubro de 1994, seus dois filhos ainda vivos Sofia e Filipe foram para o Yad Vashem (o memorial do holocausto) em Jerusalém para testemunhar uma cerimônia honrando sua mãe como Justa Entre as Nações por seus esforços ao esconder a família Cohen em Atenas durante a Segunda Guerra Mundial. Filipe comentou sobre as ações de Alice: "Acredito que ela nunca pensou que suas ações eram de alguma forma especiais. Era uma pessoa de profunda fé religiosa, e ela teria considerado uma reação humana perfeitamente natural para um igual em perigo". A princesa foi postumamente honrada em 2010 pelo governo britânico ao ser nomeada uma Heroína do Holocausto.

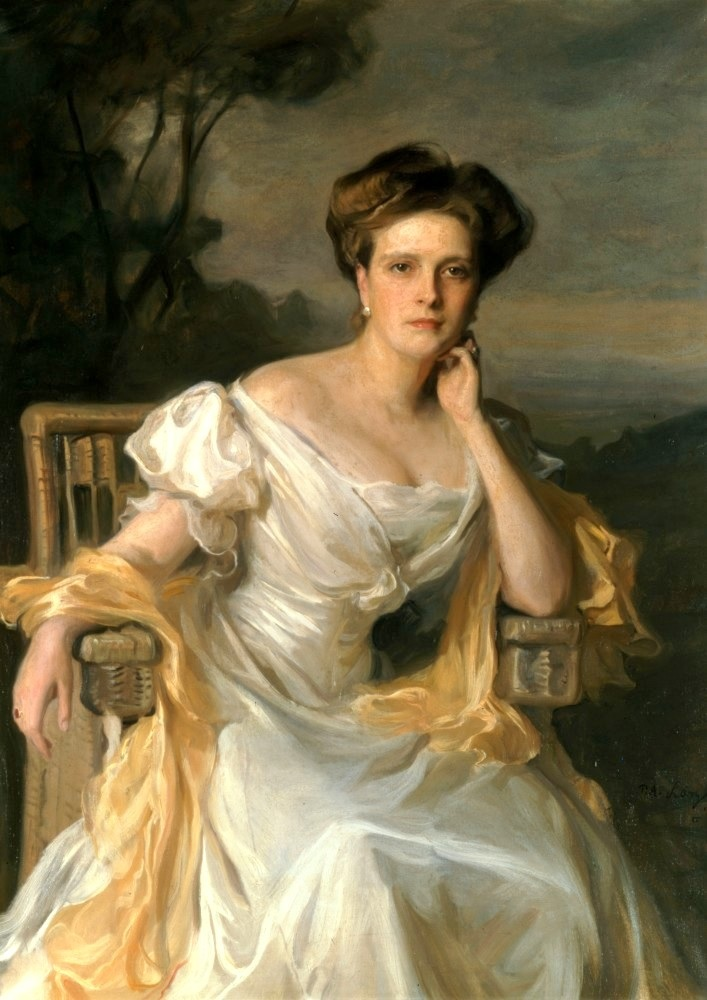
Princesa  Alice, por Philip de László, 1907
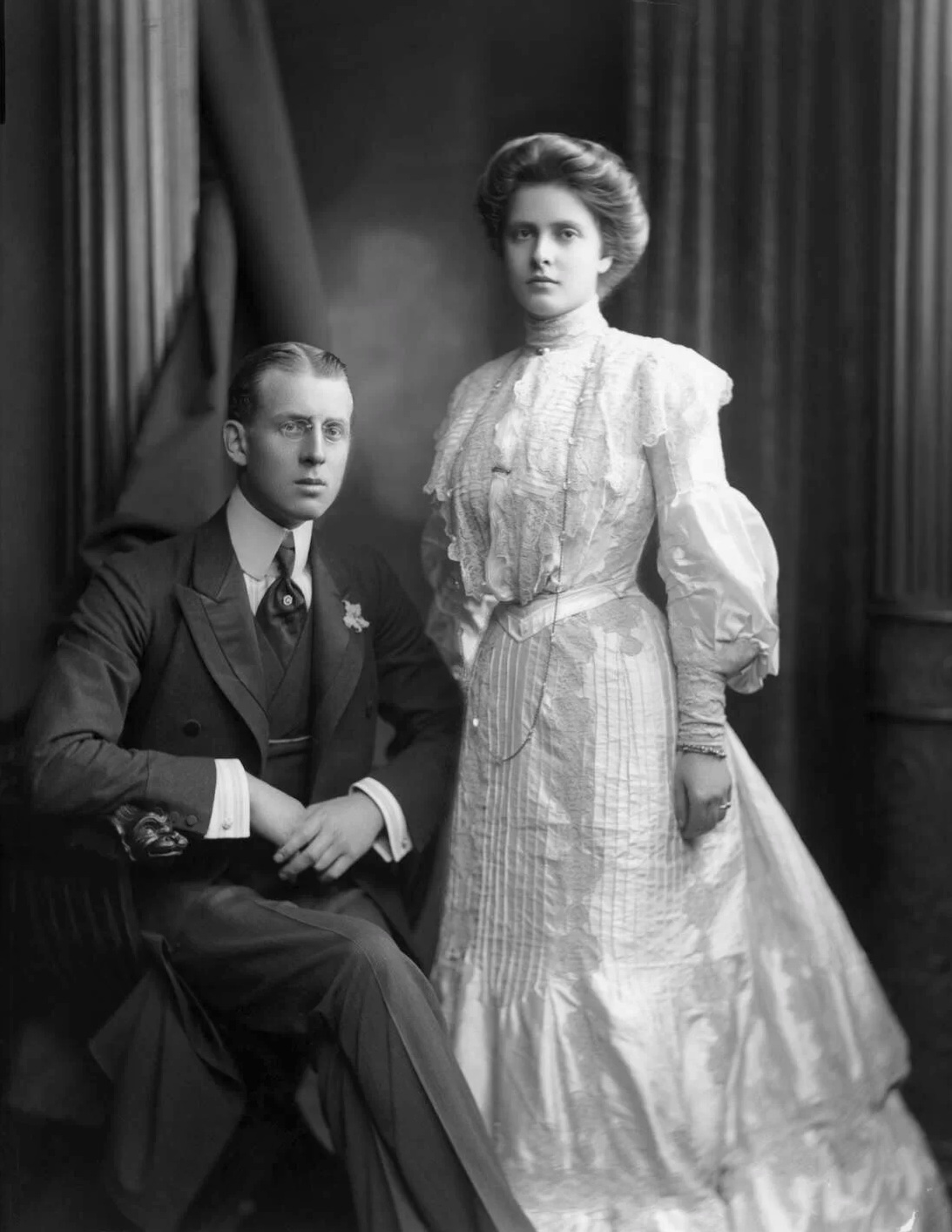
Alice e o marido André em 1903
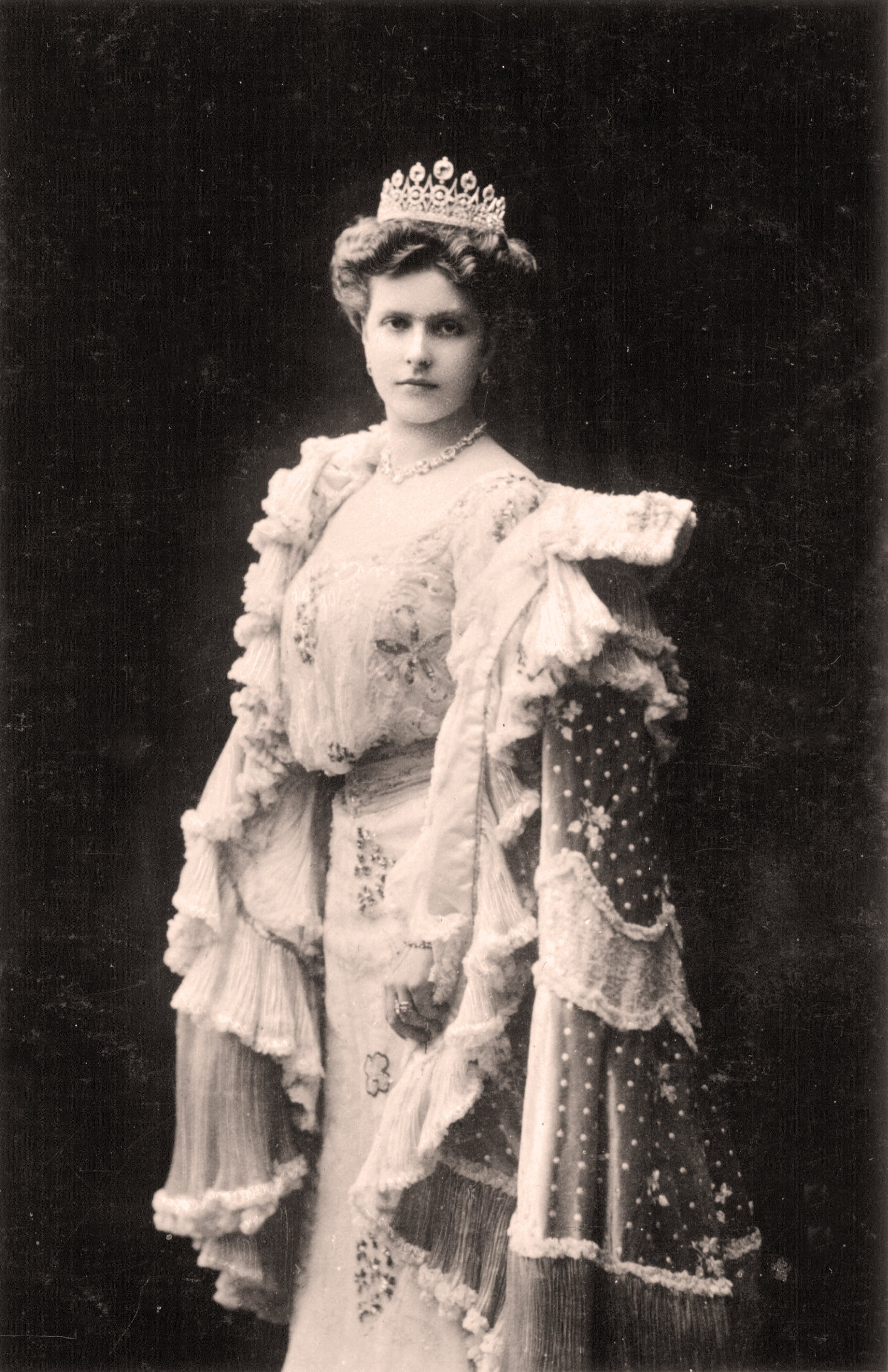
Alice em 1909

## Títulos, estilos e honras

Brasão de Alice (como dama da Ordem da Rainha Maria Luísa)

### Títulos e estilos
- 25 de outubro de 1885 – 6 de outubro de 1903: Sua Alteza Sereníssima, a Princesa Alice de Battenberg[55]
- 6 de outubro de 1903 – 5 de dezembro de 1969: Sua Alteza Real, a Princesa Alice da Grécia e Dinamarca[55]
- De 1949 até sua morte era algumas vezes chamada de "Madre Superiora Alice Isabel".[44]

### Honras
- 1903:  Dama Grã-Cruz da Ordem das Santas Olga e Sofia[56]
- 1913:  Cruz Vermelha Real[4]
- 1928:  Dama da Ordem da Rainha Maria Luísa[57]
- 1993:  Justa Entre as Nações[51]
- 2010:  Heroína Britânica do Holocausto[54]

## Descendência
| Nome      | Nascimento          | Morte                  | Notas |
| --------- | ------------------- | ---------------------- | --- |
| Margarida | 18 de abril de 1905 | 24 de abril de 1981    | Casou-se com Godofredo de Hohenlohe-Langemburgo em 1931, com descendência.                                                    |
| Teodora   | 30 de maio de 1906  | 16 de outubro de 1969  | Casou-se com Bertoldo, Marquês de Baden em 1931, com descendência.                                                            |
| Cecília   | 22 de junho de 1911 | 16 de novembro de 1937 | Casou-se com Jorge Donatus, Grão-Duque Hereditário de Hesse em 1931, com descendência.                                        |
| Sofia     | 26 de junho de 1914 | 24 de novembro de 2001 | Casou-se com Cristóvão de Hesse em 1930, com descendência. Casou-se com Jorge Guilherme de Hanôver em 1946, com descendência. |
| Filipe    | 10 de junho de 1921 | 9 de abril de 2021     | Casou-se com Isabel II do Reino Unido em 1947, com descendência.                                                              |